# Valencianische Küche

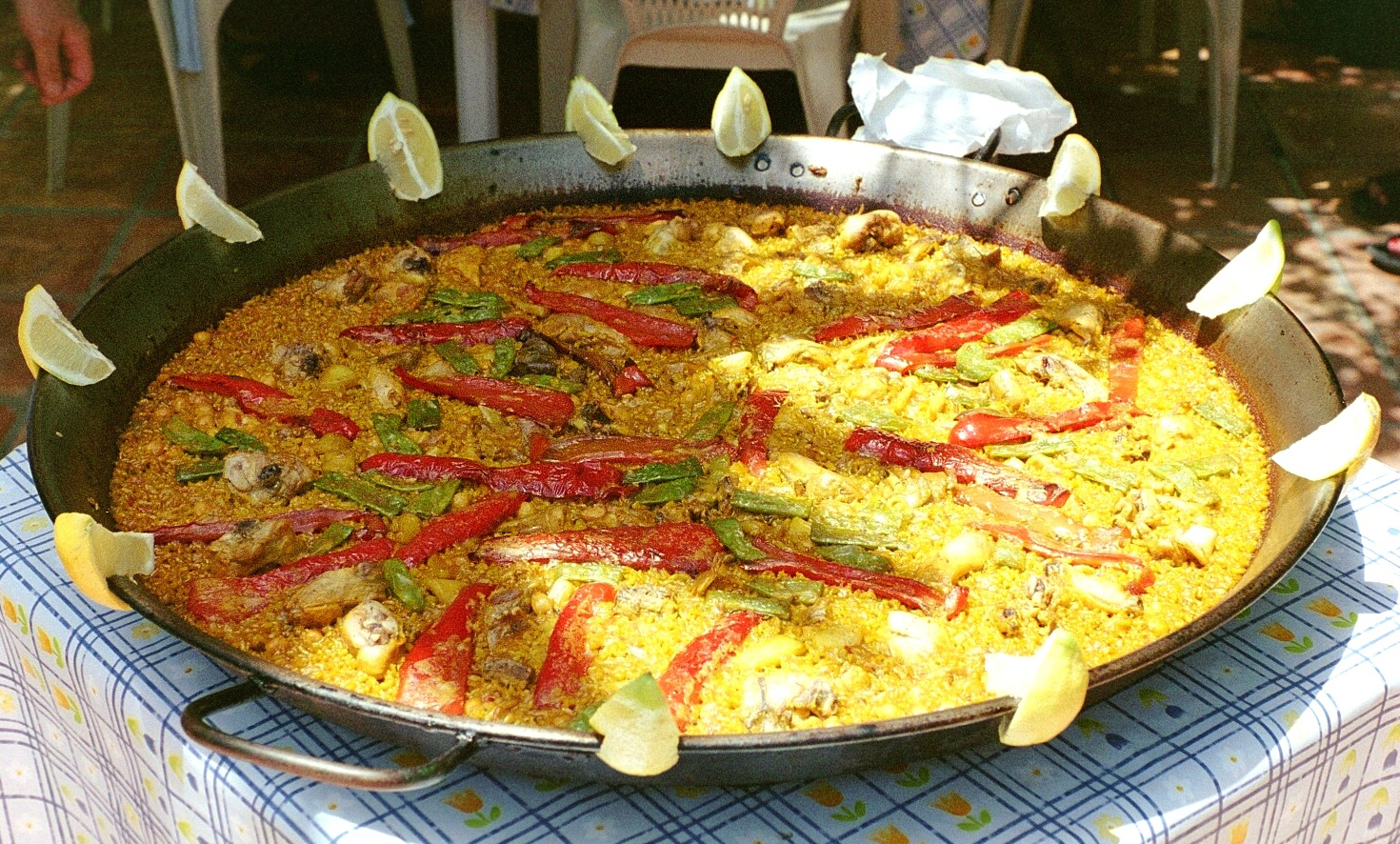
Paella Valenciana

Die Valencianische Küche ist die Regionalküche der Comunidad Valenciana. Typische Zutaten der Hauptgerichte sind Reis, Gemüse und Fisch, vor allem Aal. Das bekannteste Gericht und eigentlich das einzige bekannte Gericht dieser Region ist die Paella, die längst nicht nur in ganz Spanien, sondern in vielen Ländern gegessen wird. Die valencianische Küche ist keine typische Mittelmeerküche, sondern eher ländlich-bodenständig. Die meisten Mahlzeiten sind alles andere als leicht, sondern sehr sättigend. Eintöpfe spielen eine wichtige Rolle, da das Hinterland über Jahrhunderte von der Landwirtschaft geprägt war, die Bevölkerung bestand aus Bauern. Selbst in Spanien ist die typisch valencianische Küche nicht sehr bekannt, in den meisten Restaurants der Region sind nur wenige original valencianische Gerichte auf der Speisekarte zu finden.

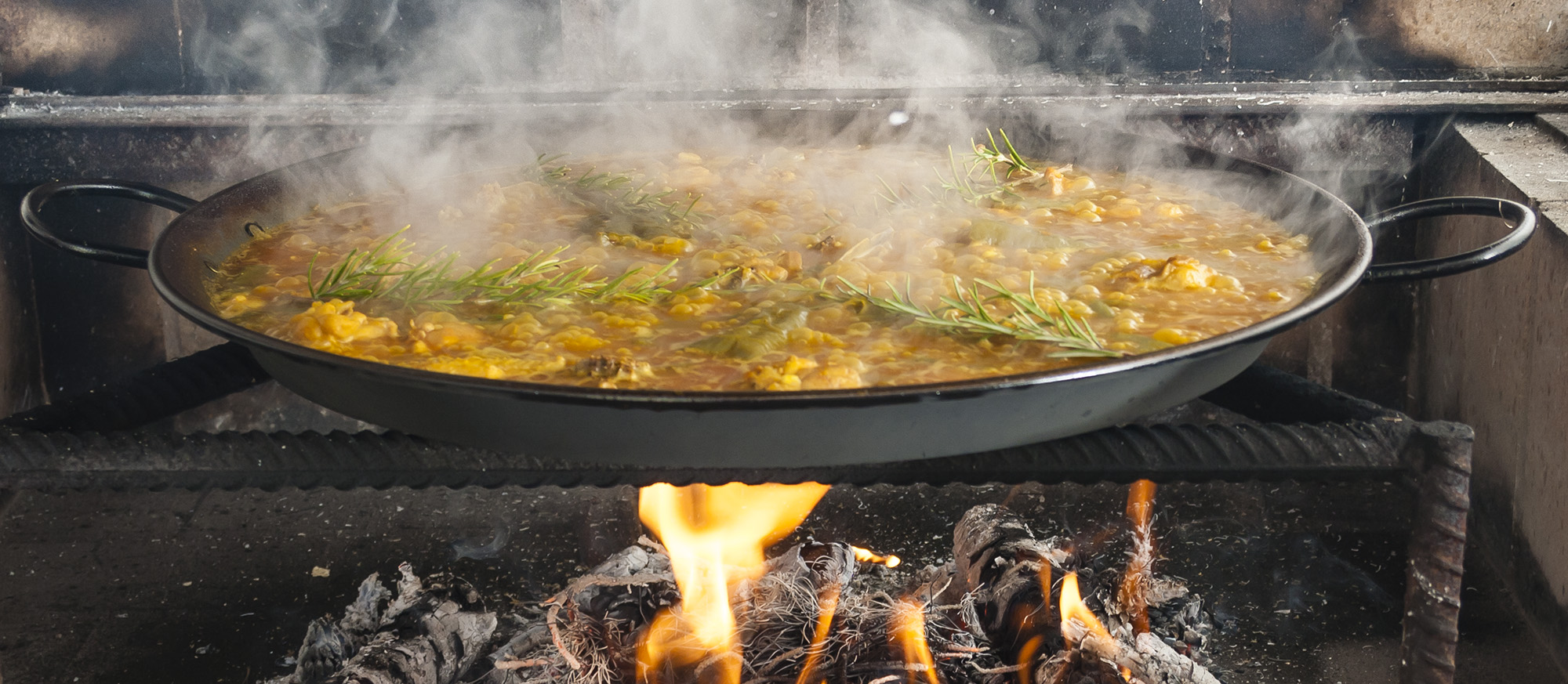
Paella Valenciana (mit Rosmarin garniert)

## Typische Gerichte
Mittlerweile international bekannt ist die Paella, ein trockenes Reisgericht, das traditionell in einer großen Metallpfanne über offenem Feuer zubereitet wird. Es gibt sehr viele Rezepte, aber die ursprüngliche Variante aus der Region um Valencia besteht nur aus Reis, Huhn oder Kaninchen, langen grünen Bohnen (ferraduras) und Schnecken (vaquetas); die gelbe Farbe erhält der Reis traditionell durch Zugabe von Safran. Die Paella mit Meeresfrüchten wurde in der katalanischen Küche eingeführt, aber nicht in Valencia. Über die internationalisierte Paella sagt der katalanische Schriftsteller und El País-Kolumnist Manuel Vázquez Montalbán spöttisch: "La paella internacionalizada es un guiso de arroz en el que se mezcla carne y pescado y cualquier vegetal, con la excepción del plátano." (Die internationalisierte Paella ist ein Reisgericht, in dem man Fleisch, Fisch und alle möglichen Gemüse miteinander vermischt, mit Ausnahme von Bananen.) 
Reis spielt generell eine große Rolle in dieser Regionalküche. Ein in Spanien erschienenes Kochbuch erwähnt über 100 verschiedene Reisgerichte aus der Comunidad Valenciana.
Ein anderes Gericht, das auf dieselbe Art in derselben Pfanne zubereitet wird wie Paella, ist die Fideuà, die von Ausländern teilweise fälschlich als Nudel-Paella bezeichnet wird; Basis einer Paella ist aber immer Reis. Es gibt sie mit dicken und mit dünnen Nudeln. Typische Zutaten sind Fisch und Tintenfische, heute oft auch Meeresfrüchte. Die Nudeln werden entweder mit Safran gelb oder mit Sepia der Tintenfische schwarz gefärbt.
Vor allem im Winter werden traditionell viele Eintopfgerichte zubereitet, die ollas, olletas, putxeros oder tarongetes heißen. Wesentliche Zutaten sind weiße Bohnen, Reis, Schweinefleisch, diverse Würste, Kürbis und Kichererbsen. Cocido suculento ist ein Eintopf mit Fleischbrühe. In Küstennähe spielen Fischgerichte naturgemäß eine größere Rolle als im Hinterland, hier entstanden auch der Fischeintopf (cassola) und Fischsuppen. Der Fisch wurde früher meistens zur Konservierung in Salz eingelegt oder getrocknet, und auch für so konservierten Fisch gibt es viele Zubereitungsarten. Getrockneter Thunfisch (mojama) gilt als besonders schmackhaft.
Als Dessert spielt Obst eine große Rolle, denn die Region ist ein Obstanbaugebiet; es gibt unter anderem zahlreiche Orangenhaine. Eine typische Süßspeise der Gegend ist Turrón, der in Xixona und Alicante hergestellt wird. Er wird überwiegend im Winter gegessen. Als Getränk muss die Horchata de Chufa erwähnt werden, ein Getränk aus Erdmandeln, das heute im Allgemeinen eiskalt wie ein Milchshake zubereitet wird. Als Gebäck isst man dazu häufig Fartons.

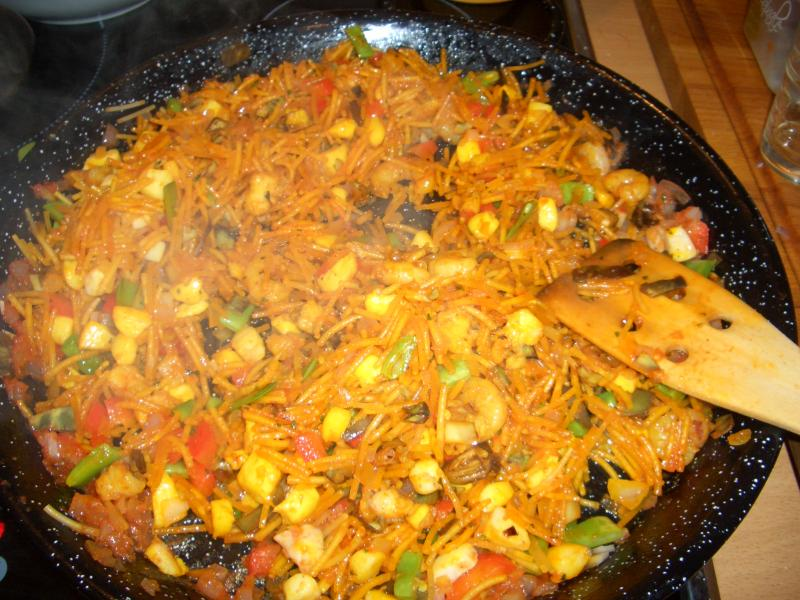
Fideuà

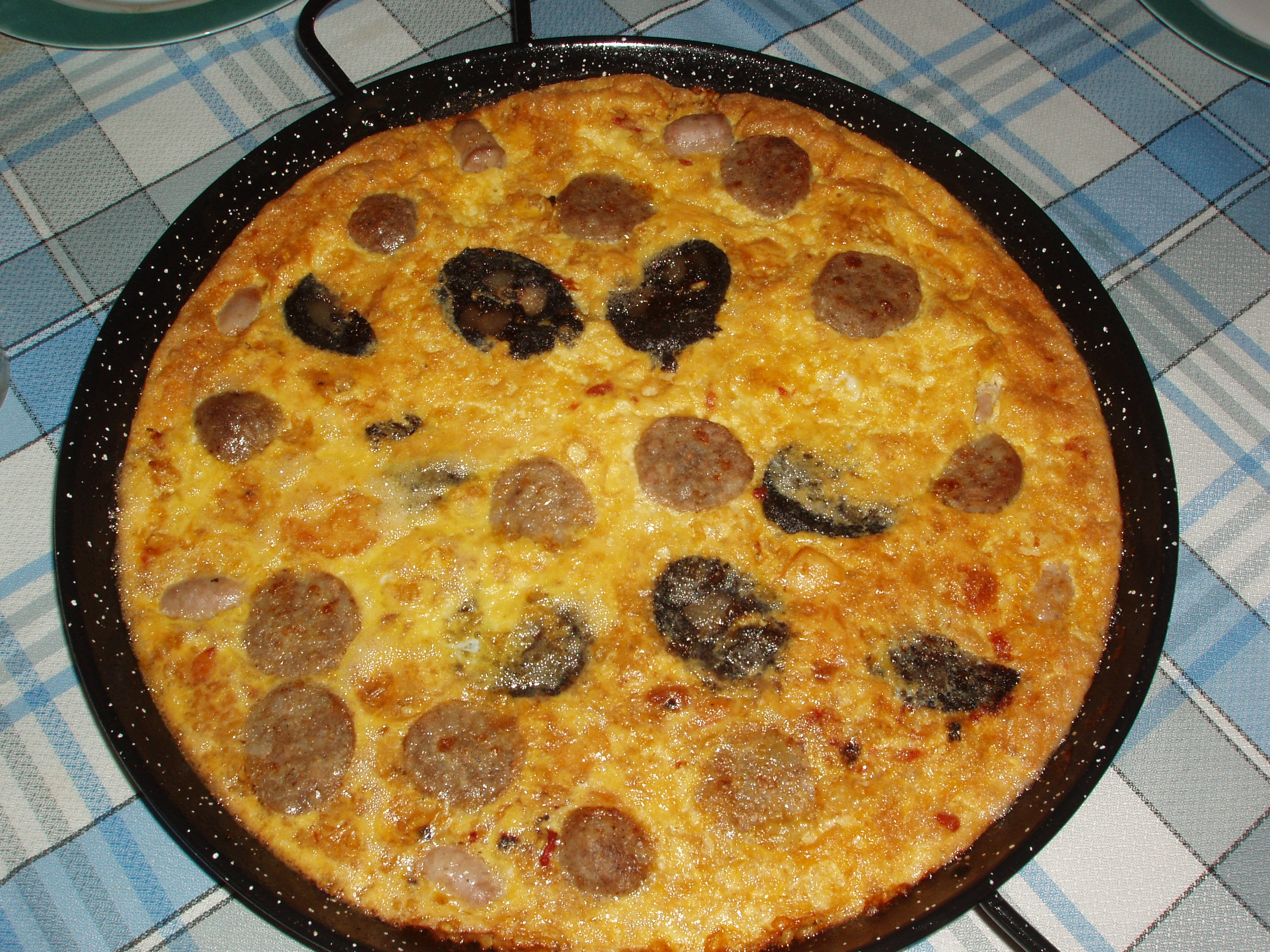
Arròs amb costra

### Hauptgerichte (Auswahl)
Die Namen der Gerichte sind in valencianischer bzw. katalanischer Sprache wiedergegeben.
- Paella
- Fideuà
- Arròs al forn, im Backofen gegartes Reisgericht. Obwohl es in der gesamten Region gegessen wird, ist es besonders populär in Torrente und in Játiva; in diesen Orten gibt es jedes Jahr einen Wettbewerb, bei dem der beste Arròs al forn prämiert wird. Auf Spanisch heißt dieses Gericht Arroz al horno.
- Arròs amb costra, Reisgericht mit Ei, das zum Schluss im Backofen überbacken wird
- Guiso de anguiles all i pebre, ein Fischgericht mit Aal, Paprika und Knoblauch
- Bullit, ein Eintopfgericht mit Kartoffeln, Bohnen, Zwiebeln und Mangold
- Olla churra, ein Eintopf mit Schweinefleisch, Kartoffeln und Gemüse
- Olleta, ein Eintopf mit Reis, Schweinefleisch, verschiedenen Wurstsorten und Gemüse
- Minxos, Teigfladen mit Öl und Sardinen
- Suquet de peix, ein Fischgericht (viele Varianten)
- Coca, sehr verbreiteter herzhaft oder süß belegter Teigboden

## Produkte
Es existieren mehrere Weinbaugebiete mit Herkunftsbezeichnung, unter anderem das Weinbaugebiet Alicante; außerdem existieren weitere typische Produkte wie Kirschen mit der Herkunftsbezeichnung Cireres de la Muntanya d’Alacant.

## Quelle
- Manuel Vázquez Montalbán: La Cocina Valenciana